# ポタワトミ族
ポタワトミ族、ポタワトミー族（英: Potawatomi　または英: Pottawatomie、[ˌpɑːtəˈwɑːtəmiː]）は、北アメリカの先住民族（ネイティブアメリカン）。グレートプレーンズからミシシッピ川上流域、五大湖周辺にかけて存在している。彼らは伝統的にアルゴンキン語族のポタワトミ語を話す。ポタワトミ族は自分自身を「Bodéwadmi」または「Neshnabé」と呼んでいる。ポタワトミ族はオジブワ族、オタワ族とともに、「3つの火の連合」と呼ばれる長い期間にわたる連合の一部である。ポタワトミ族は「Bodéwadmi（火を守る者）」と呼ばれており、連合の中では「最も若い兄弟」と見なされている。
19世紀、ヨーロッパ人・アメリカ人の侵略に押され、中西部のオクラホマの保留地へと移動した。彼らは最終的に多くの土地を割譲し、大半はネブラスカ州、カンザス州、インディアン準州、そして現在はオクラホマ州へ移動した（インディアン移住）。いくつかの集団は現在も中西部に存在し、連邦政府も部族として認識している。カナダでは、オンタリオ州に拠点を置く集団が政府によりファーストネーションとして認識されている。

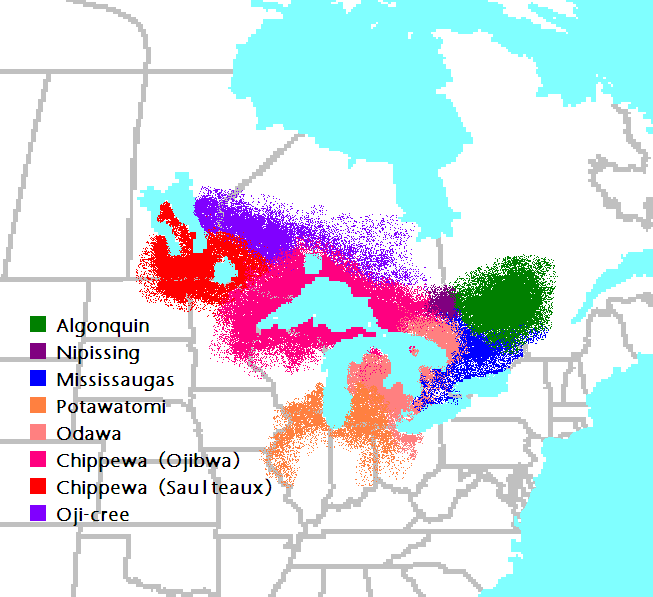
ポタワトミ族を含むアニシナーベ族系の分布（1800年頃）

## 名前の由来
「ポタワトミ（Potawatomi）」という名前はオジブウェー語のBoodewaadamiiに由来する。ポタワトミ族は自分自身をBodéwadmi（複数形では Bodéwadmik）と呼んでおり、オジブウェー語と語源は同じである。Boodewaadamiiは「暖炉の火を守る者」を意味する。「火を守ること」はポタワトミ語ではbodewadm、オジブウェー語ではboodawaadam、オタワ語ではboodwaadamとなる。
もう1つ、ポタワトミ族の自称として、Neshnabé（複数形ではNeshnabék）がある。オジブウェー語のアニシナーベと同じ語源で、「最初の人々」を意味する。

## 歴史

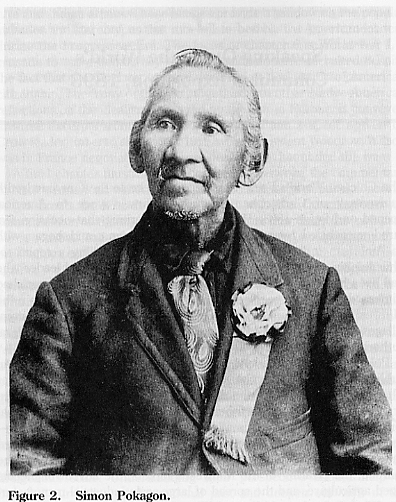
サイモン・ポカゴン酋長

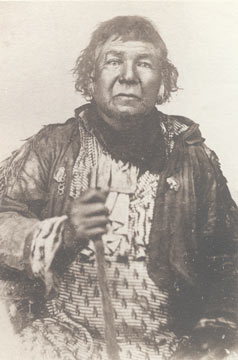
シャボナ酋長

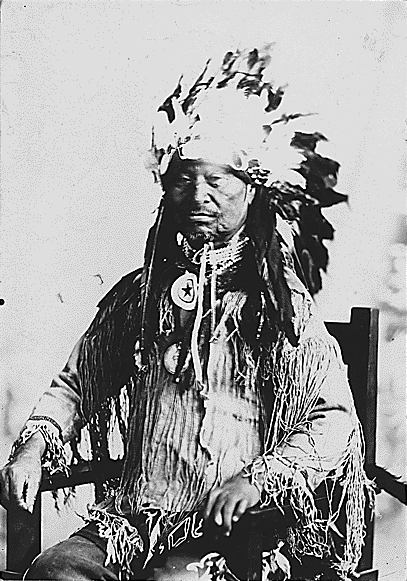
カック・カック酋長

ポタワトミ族がフランス語の文献で初めて言及されていたのは17世紀前半のことである。彼らは現在のミシガン州南西部で生活していた。ビーバー戦争の間、猟場を広げようとしたイロコイ連邦やニュートラル族の攻撃を避けるため、彼らはグリーン湾周辺に逃れた。
ポタワトミ族はテカムセの連合の重要な一部分として、テカムセの戦争（米英戦争の一部とみなされている）に加わった。彼ら連合はイギリスとアメリカの勢力関係が変わるたび、味方に付く側を変えていった。
米英戦争当時、ポタワトミ族の集団はディアボーン砦（後のシカゴ）周辺で暮らしていた。ブラックバード酋長とNuscotomegに率いられた500人の戦士が、ディアボーン砦から撤退するアメリカの隊列を攻撃した。ナサン・ヒールドの部隊と市民ら50人以上が殺され、負傷者も多数いた。最初のウェストポイント出身者であるジョージ・ローナンはこの攻撃によって戦死した。この出来事はディアボーン砦の虐殺と言われる。ポタワトミ族のブラック・パートリッジ酋長は戦士たちによる攻撃をヒールドに警告していた。後に彼はポタワトミ族によって捕らえられた捕虜の市民数人を救出した。

### フランス時代（1615年～1763年）
ポタワトミ族がミシガン州西部に到達した頃、フランス人探検家との接触が始まった。フランス人はウィスコンシン州のドア半島に沿って点在した部族も発見した。フランスの時代が終わるまでに、ポタワトミ族はウィスコンシンを離れてデトロイト周辺に移動し始めた。

### イギリス時代（1763年～1783年）
フランスがフレンチ・インディアン戦争に敗れた後、土地はイギリスに割譲され、イギリス人との接触が始まった。ポンティアック戦争ではネイティブアメリカンの勢力に加わり、イギリス人や他のヨーロッパ人の入植者を部族の領域の外に追い出すために戦った。ポタワトミ族はイギリスの守備隊を捕らえるなどの活躍をした。
ポタワトミ族はデトロイトから西側に広がり続けた。中でも注目すべき発展は、マイアミ族に隣接してミシガン州南西部にあった、セントジョセフの村であった。ウィスコンシンの集団はミシガン湖に沿って南に移動し続けた。

### アメリカとの条約時代（1783年～1830年）
ポタワトミ族の歴史において、アメリカとの条約時代はアメリカ独立戦争を終結させ、アメリカに五大湖下流域への関心を向けさせた1783年のパリ条約に始まる。この時代はインディアン移住が可決されるまで続いた。連邦政府はポタワトミ族を単一の部族として認識していた。彼らには大抵、すべての人に認められた部族の指導者が数名いた。ポタワトミ族は分権型の社会で、地理的な位置に基づいて以下のように分かれていた。
- ミルウォーキー、ウィスコンシン地域
- デトロイト、ヒューロン川
- セントジョセフ川
- カンカキー川
- ティッペカヌー川、ウォバッシュ川
- イリノイ川、ピオリア湖
- デスプレーンズ川、フォックス川

### インディアン移住時代（1830年～1840年）
1820年代後半、連邦政府は保留地を作り、ポタワトミ族にとっては移住の時代が始まった。ビリー・コールドウェルとアレクサンダー・ロビンソンはチッペワ族（オジブワ族）、オタワ族、ポタワトミ族の代表として連邦政府と交渉し、プレーリードゥシーン条約を締結した。その結果ウィスコンシン州とミシガン州の土地の大半を連邦政府に譲渡した。次々に流入してくるヨーロッパ系アメリカ人の圧力に押され、連邦政府は長年にわたって保留地の大きさを縮小させていった。
1833年、コールドウェルとロビンソンによってシカゴ条約が締結された後、最後のステップを歩んでいった。土地を譲渡する見返りに、連邦政府は新たな土地と年金、そして新しい家を作ることができるように物資を保障した。イリノイ州のポタワトミ族はネブラスカ州に、インディアナ州のポタワトミ族はカンザス州へと、ともにミシシッピ川の西側へと移動した。
年金や物資は削減されたり、到着が遅れたりすることがよくあり、ポタワトミ族は移住してから苦しんだ。カンザス州に移住した集団は後にインディアン準州（現在のオクラホマ州）に移った。インディアナからのポタワトミ族の移動はPotawatomi Trail of Death（ポタワトミの死の道）と呼ばれ、同行したカトリックの神父バンジャマン・プティ（ベンジャミン・ペティット）により記録された。ペティットはインディアナに戻る途上で亡くなった。彼の日記はインディアナ歴史学会によって1941年に刊行された。
多くのポタワトミ族がミシガンなどに残る方法を探した。近くのオタワ族の所へ逃げたり、西へ移るのを避けてカナダへと行く者もいた。

## バンド

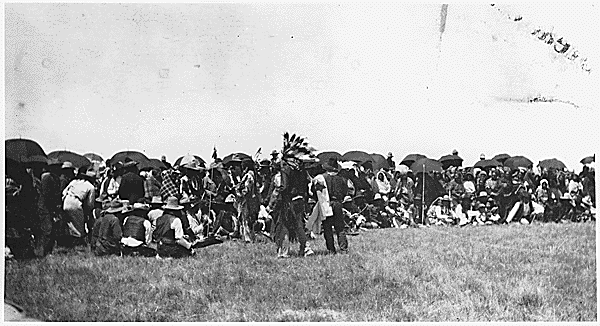
雨乞いをするポタワトミ族（カンザス州、1920年）

### アメリカ合衆国
以下は連邦政府に認識されている部族である。
- シティズン・ポタワトミ・ネーション（オクラホマ州）
- フォレスト郡ポタワトミ・コミュニティ（ウィスコンシン州）
- ハンナヴィル・インディアン・コミュニティ（ミシガン州）
- Match-e-be-nash-she-wish Band of Pottawatomi（ミシガン州アレガン郡）
- ノッタワセッピ・ヒューロン・バンド・オブ・ポタワトミ（ミシガン州カルフーン郡）
- ポカゴン・バンド・オブ・ポタワトミ・インディアンズ（ミシガン州、インディアナ州）
- プレーリー・バンド・オブ・ポタワトミ・ネーション（カンザス州）

### カナダ
- コールドウェル・ファースト・ネーション（オンタリオ州ポイントピーリー、ピーリー島）
- Chippewas of Nawash Unceded First Nation（オンタリオ州ブルース半島）
- ソーギーン・ファースト・ネーション（オンタリオ州ブルース半島）
- チッペワズ・オブ・ケトル・アンド・ストーニー・ポイント（オンタリオ州）
- モース・ディアー・ポイント・ファースト・ネーション（オンタリオ州）
- ウォルポール島ファースト・ネーション（アメリカ、カナダ国境）
- Wasauksing First Nation（オンタリオ州パリー島）

## 人口
| 年   | 合計   | アメリカ | カナダ |
| ---- | ------ | -------- | ------ |
| 1667 | 4,000  |          |        |
| 1765 | 1,500  |          |        |
| 1766 | 1,750  |          |        |
| 1778 | 2,250  |          |        |
| 1783 | 2,000  |          |        |
| 1795 | 1,200  |          |        |
| 1812 | 2,500  |          |        |
| 1820 | 3,400  |          |        |
| 1843 |        | 1,800    |        |
| 1854 | 4,440  | 4,040    | 400    |
| 1889 | 1,582  | 1,416    | 166    |
| 1908 | 2,742  | 2,522    | 220    |
| 1910 | 2,620  | 2,440    | 180    |
| 1990 | 23,000 | 17,000   | 4,000  |
| 1997 | 25,000 |          |        |
| 1998 | 28,000 |          |        |

## 移住

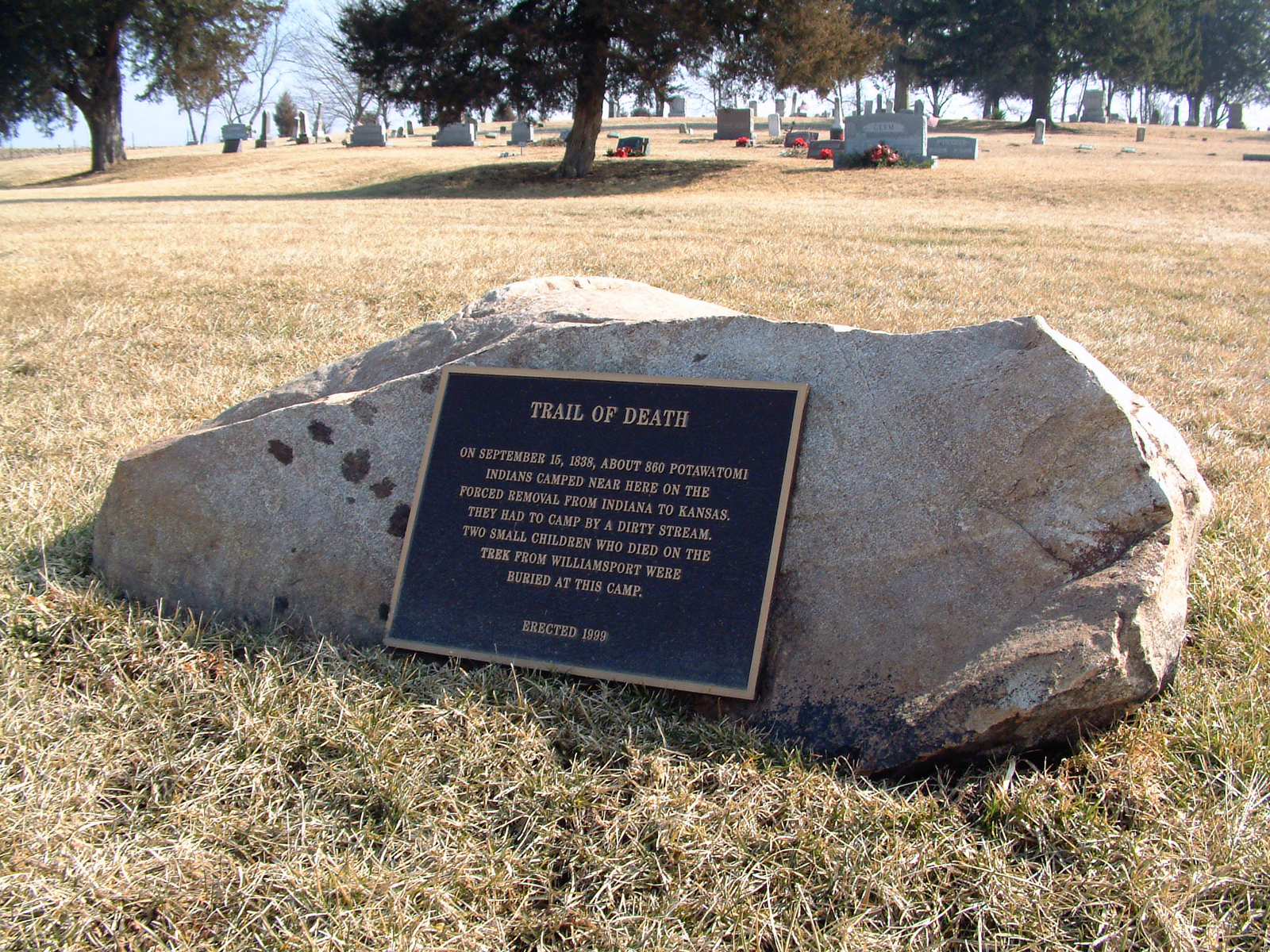
死の道の記念碑（インディアナ州ウォーレン郡）

ポタワトミ族はミシガン州のロウアー半島に最初は住んでいた。その後、ウィスコンシン州北部に移動し、最終的にインディアナ州北部やイリノイ州中部に落ち着いた。19世紀初頭、ポタワトミ族の土地の主要部分は連邦政府に奪われた。1833年のシカゴ条約を受け、イリノイ州の土地を譲渡し、ほとんどのポタワトミ族はミシシッピ川より西のインディアン準州に移住した。アイオワ、カンザス、インディアン準州（現在のオクラホマ）へ向かう旅の途上で大勢が息絶え、後に「死の道」として知られるようになった。
| 年代     | 所在地                             |
| -------- | ---------------------------------- |
| 1615     | ミシガン州マイキリマキノーの東     |
|          | ウィスコンシン州ドア半島沖合の島々 |
| 1640     | ウィスコンシン州グリーンベイの西   |
| 1641     | ミシガン州ス―セントマリー          |
| 1670     | グリーン湾の湾口                   |
| 17世紀   | ミルウォーキー川                   |
| 1780年代 | セントジョセフ川                   |

## 言語
ポタワトミ語はアルゴンキン語族の中央アルゴンキン語群に分類される言語であり、ミシガン州、ウィスコンシン州の五大湖周辺地域で話されている。他にもカンザス州やオンタリオ州南部のポタワトミ族にも話されている。ポタワトミ語を第一言語とする人は1,300人以下で、そのほとんどが高齢者である。人々は言語を復興させようと力を尽くしている。
ポタワトミ語とオタワ語はどちらもソーク族から相当数の語彙を借用しているため、非常によく似ている。オタワ語（オジブウェー語オタワ方言とも）と同じように、ポタワトミ語には語中音消失がかなり多くみられる。
中西部にはポタワトミ語に由来する地名が数多くある。アレガン、ウォキーガン、マスキーゴン、オコノモウォック、カラマズー、スコーキーなどはポタワトミ語に由来する地名である。